# Фолклендский инцидент 1966 года

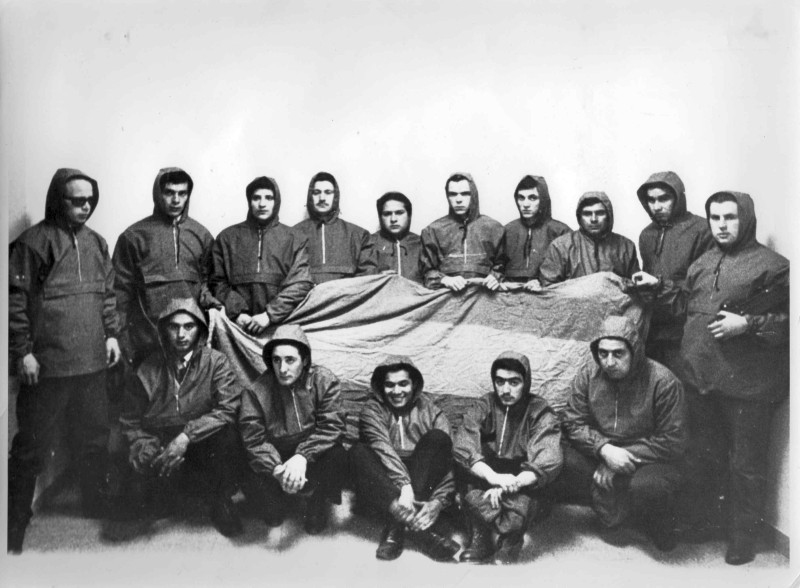
Группа националистов. 1966 год

Фолклендский инцидент 1966 года — события, связанные с захватом группой аргентинских националистов самолёта Douglas DC-4 авиакомпании «Aerolíneas Argentinas» и вторжением на нём на Фолклендские острова 28 сентября 1966 года.

## Предыстория
До 1966 года захват Фолклендов планировался группой Бакстера из организации «Такуара». Предполагалось осуществить акцию в стиле Фиделя Кастро — вооружённое вторжение туда, с последующей организацией на островах «Национал-Революционного Аргентинского государства». Достичь архипелага планировали на небольшом корабле «Рио-Сегундо», и будущую операцию решено было назвать «Антонио Риверо», в честь аргентинского патриота, поднявшего восстание рабочих и гаучо против британской оккупации на Мальвинах в 1833 году.
8 сентября 1964 года аргентинец с ирландскими корнями Мигель Фицджеральд на самолёте Cessna-185 прилетел на острова, вывесил аргентинский флаг, после чего вручив представителю местной администрации ультиматум с требованием вернуть острова, улетел обратно.

## Operativo Cóndor
В 1966 году боевики движения «Новая Аргентина» (Movimiento Nueva Argentina) Дардо Кабо, прилетев на угнанном самолёте авиакомпании Aerolíneas Argentinas, захватили аэропорт столицы спорного архипелага и водрузили здесь аргентинские флаги, провозгласив территорию владением своей страны. Состав группы, по разным источникам, колеблется от 18 до 40 человек. Среди них были студенты, рабочие, журналисты.
Аргентинцы были выдворены с островов морской пехотой Британии.